# グリーゼ514
グリーゼ514（BD+11 2576やHIP 65859とも知られている）とは、太陽からおとめ座の方向に24.85光年離れた場所に位置するM型主系列星である。グリーゼ514が太陽から近い距離に存在していることは、1988年以来正確に知られていた。ドップラー分光法による観測で、2022年に1つの確認された太陽系外惑星が周囲を公転していることが知られている。

## 特性
グリーゼ514の金属量（Fe/H）はほとんど不明であり、中央値は-0.4から+0.18の範囲であると報告されている。この誤差は、グリーゼ514の恒星スペクトルの特異性によるものである。スペクトルの特異性は恒星の温度測定の精度にも影響を及ぼしている。報告されている値は2901ケルビンである。グリーゼ514のスペクトルは輝線を示しているが、恒星自体の恒星黒点の活動は低い。
Multiplicity surveyによる2020年時点の観測では、周囲を公転する伴星のような天体は検出されなかった。
太陽は現在、グリーゼ514のオールトの雲の潮汐尾を通過していると計算されているため、将来的に太陽系を通過する恒星間天体の一部はグリーゼ514に由来する可能性がある。

## 惑星系
2019年以降、グリーゼ514の周囲を公転する公転周期が15日間の惑星が存在することが疑われた。しかし、その惑星は確認されていない。2022年、軌道離心率の高い公転周期が140日のグリーゼ514bという名称の別の惑星（スーパーアース）がドップラー分光法によって発見された。グリーゼ514bの軌道はハビタブルゾーン内に部分的に位置しており、惑星の平衡温度は軌道の場所によって大きく異なるが、平均は211ケルビンに等しい。また、bよりも内側に惑星候補であるグリーゼ514cとされる信号が観測されている。cは確認されていないが、公転周期は約64日で、軌道離心率は0.5~0.6の間にあるとされる。
恒星の赤外超過は、SN比が低いにもかかわらず、惑星系内に塵円盤が存在する可能性があることも示している。
| 名称 （恒星に近い順） | 質量        | 軌道長半径 （天文単位） | 公転周期 (日)    | 軌道離心率      | 軌道傾斜角 | 半径 |
| --------------------- | ----------- | ----------------------- | ---------------- | --------------- | ---------- | ---- |
| c (候補)              | —           | —                       | 63.64+0.20 −1.93 | 0.58+0.13 −0.20 | —          | —    |
| b                     | >5.2±0.9 M⊕ | 0.422+0.014 −0.015      | 140.43±0.41      | 0.45+0.15 −0.14 | —          | —    |